# 輝け!お寺の掲示板大賞
輝け!お寺の掲示板大賞（かがやけ!おてらのけいじばんたいしょう）とは2018年に設立された、公益財団法人・仏教伝道協会が主催する賞である。各寺院に設置されている掲示板の法語（仏教的な言葉）を投稿し、インパクトのあるものに贈られる。

## 方式
2021年の場合、TwitterまたはInstagramのアカウントをフォローしたうえで、専用のハッシュタグ「#お寺の掲示板大賞2021」に寺院名、所在地、撮影日と感想を書いて投稿する形式を取る。ただし、有効となる撮影期間や投稿期間が別途定められている。また、寺院関係者を含め国内在住であれば誰でも参加できる。
選考のあと大賞と協賛企業・団体等の冠賞が決定、表彰される。